# Aleuroclava fletcheri
Aleuroclava fletcheri là một loài côn trùng cánh nửa trong họ Aleyrodidae, phân họ Aleyrodinae.
Aleuroclava fletcheri được Sundararaj & David miêu tả khoa học đầu tiên năm 1992.